# 카테리나 스포르차 디 포를리 백작부인
카테리나 스포르차 디 포를리 백작부인(이탈리아어: Caterina Sforza contessa di Forlì, 1463년 ~ 1509년 5월 28일)는 포를리의 백작부인으로 갈레아초 마리아 스포르차와 루크레치아 란드리아니 사이에서 태어난 사생아이다.

## 생애
1473년 그녀는 교황 식스토 4세의 조카 지롤라모 리아리오와 약혼함으로써 이몰라의 소유권을 되찾았으며, 그 도시는 리아리오 가문의 봉토가 되었다. 1477년 이몰라에 의기양양하게 들어간 후, 카테리나 스포르차는 프란체스코 5세 오르델라피로부터 포를리의 지배권을 빼앗고자 남편과 함께 로마로 가서 교황의 도움을 요청하였다.
리아리오는 외삼촌인 교황의 총애를 통해 교회군 총사령관과 산탄젤로 성의 대리 성주라는 칭호를 얻어 군사적 권력과 정치적 권력을 한 손에 움켜쥐었으며 많은 범죄 술수를 통해 큰 부를 축적하는 데 성공하였다. 그리고 1484년 8월에 식스토 교황이 선종하자 그는 카테리나를 로마로 보내 산탄젤로 성을 차지하도록 하였으며, 그녀는 10월 25일 추기경단이 남편의 요구를 관철할 때까지 용감히 성채를 방어하였다. 두 사람은 자신들의 봉토인 이몰라와 포를리 시민들의 호의를 얻고자 웅장한 공공건물과 성당의 건립과 조세 폐지를 통해 노력하였지만, 오래가지 않아 국고가 바닥나면서 다시 예전처럼 강제적으로 세금을 징수하는 정책으로 돌아갔다. 이런 실책으로 말미암아 시민들의 불만이 고조되어 민심은 전보다 더 멀어졌다.
리아리오의 적대자인 교황 인노첸시오 8세의 사생아이자 이몰라와 포를리의 대리 영주 프란체스케토 치보가 그에 반대하는 음모를 꾸몄다. 그 결과 리아리오는 모든 사람들의 배신을 의심하여 탄압적 체제를 세우는 일을 실행에 옮겼다. 1488년 그는 세 명의 음모자에 살해당하였으며, 그의 궁전은 약탈당하고 그의 아내와 아이들은 포로 신세로 전락하였다. 공모자의 우두머리는 포를리의 귀족 집안의 일원인 오르시였다.
하지만, 라바르디노 성의 대리 성주인 톰마소 페오는 리아리오 가문에 충성을 맹세하였기 때문에 음모자들에게 성채를 인도하려고 하지 않았다. 백작부인은 음모자들에게 만일 자신을 성 안으로 들여보내 준다면 대리 성주를 설득해 성채를 넘겨 주겠다고 약속했다. 그녀의 아이들은 인질로 남은 채 그녀 혼자 성 안으로 들어갔지만, 음모자들이 위협용으로 집중포화를 날리고 복수하겠노라고 외쳤음에도 그녀는 일절 밖으로 나오지 않았다. 그들이 아직도 포로로 잡은 카테리나의 아이들을 성채 앞으로 끌고 가서 죽이겠다고 위협했을 때 그녀는 성벽 위에서 아이는 앞으로 더 낳을 수 있으니 걱정하지 않는다고 외쳤다. 그녀의 삼촌이자 밀라노 공작인 루도비코 일 모로가 보낸 군대와 함께 그녀는 자신의 적들을 패배시키고 그녀의 모든 영토의 소유권을 회복할 수 있었다. 그녀는 자신에 반대하고 자신의 힘을 재확립시키게끔 했던 사람들에게 철저한 응징을 가했다. 이 한 건으로 이탈리아는 물론 다른 나라에까지 ‘이탈리아 제일의 여자(프리마 돈나 디탈리아)’라는 별명을 얻어 칭송과 열광을 한몸에 받았다. 하지만, 강압적이고 오만한 통치를 펼쳤기 때문에 그녀의 지배를 받던 시민들과의 관계는 별로 좋다고 말할 수 없었다.
과부가 된 그녀에게는 몇 명의 연인이 있었으며, 그 가운데 자코모 페오와는 몰래 결혼하였다. 페오는 평소 그의 잔혹함과 오만함을 싫어했던 가신들에 의해 1495년 8월 27일 그의 아내의 눈앞에서 살해당했다. 카테리나는 암살에 관련된 모든 사람들과 여자와 아이까지 포함한 그들의 가족들을 모두 사형시키라고 명령을 내렸다. 그녀는 새 교황 알렉산데르 6세와 피렌체 사람들과 친분 관계를 맺었다.

그녀는 피렌체 공화국의 대사로 부임한 조반니 데 메디치 일 포폴라노와 1497년에 비밀 결혼을 하였다. 조반니는 1498년에 죽었지만, 카테리나는 루도비코 일 모로와 피렌체 사람들의 도움 덕분에 베네치아 사람들의 공격에서 벗어나 자신의 주권을 지켜냈다.
하지만, 그녀가 교황 알렉산데르 6세의 딸 루크레치아 보르자와 그녀의 아들 오타비아노 사이의 결합을 승낙하는 것에 대해 거절하자 교황의 분노를 사게 되었으며, 더구나 이 일을 계기로 교황령 회복이라는 명분으로 로마냐 지방을 정복 중이던 교황의 아들 체사레 보르자가 그녀의 영토에 욕심을 내게 되었으며, 1499년 3월 9일 리아리오 가문이 빼앗긴 이몰라와 포를리의 지배권을 체사레 보르자에게 양도한다는 교황 교서가 반포되었다.
나중에 체사레가 카테리나 스포르차의 영토에 대한 정복 운동을 시작하면서 루이 12세로부터 빌린 프랑스군이 더해져 강화된 그의 군대는 그녀를 공격하였다. 카테리나는 자신의 아이들을 안전한 장소로 피신시켜 놓고 분투적인 방어전을 구상하였다. 이몰라 성은 그녀의 오른팔 디오니지 나르디가 지키고 있었으며, 저항을 오래 지속시킬 수 없다고 판단한 그는 1499년 12월에 결국 항복하였다. 카테리나는 포를리 시민들을 충성 서약에서 사면해 주고, 그녀 홀로 라바르디노 성채에서의 방어전에 나섰다. 그녀는 되풀이된 체사레의 맹공격을 격퇴하면서 평화가 담긴 그의 제안들을 모두 거절하였다.
최종적으로 무기고를 폭파해 적의 침입을 저지하라는 그녀의 명령이 무시당하고, 카테리나는 백병전 후 사로잡혀 프랑스 왕의 신하로서 로마 교황에게 위탁받는 형식을 취해 로마로 연행되었다. 이리하여 그녀의 목숨은 보장되었지만 체사레의 불성실한 유린을 모면할 수는 없었다. 그녀가 보르자의 침공에 직면했을 때, 그녀의 지배 아래 있던 시민들은 물론 일족의 협력마저 충분히 얻지 못하고 패배했던 것은 13년에 걸쳐 탄압과 공포로 일관한 그녀의 통치가 원인으로 지적된다. 마키아벨리도 그녀의 통치를 “카테리나가 진정으로 방위전을 고민했다면, 성채에 힘을 쏟기보다 민심의 확보에 더욱 노력했어야 했다.”며 실패의 사례로 제시하였다. 로마로 끌려간 그녀는 이후 교황 독살 음모 사건이 터지면서 산탄젤로 성에서 1년간 죄수로 지냈다.
보르자의 박해에서 벗어나기 위해 피렌체로 도피한 그녀는 1503년 알렉산데르 6세가 선종하면서 보르자의 힘이 쇠약해지자 자신의 지배권 회복을 시도하였다. 그러나 포를리와 이몰라는 아직 체사레에게 충성을 바치고 있었고 카테리나의 압제를 잊지 않고 있었기 때문에, 그녀의 소망은 좌절되었다. 카테리나는 피렌체의 산 로렌초 성당으로 피신한 후 조용히 여생을 보냈다.

## 같이 보기
- 스포르차 가문